# Liste des ducs de Durazzo
 (juin 2017).
Si vous disposez d'ouvrages ou d'articles de référence ou si vous connaissez des sites web de qualité traitant du thème abordé ici, merci de compléter l'article en donnant les références utiles à sa vérifiabilité et en les liant à la section « Notes et références ».
Le titre de duc de Durazzo, forme italienne de Durrës, en Albanie, fut porté aux XIVe et XVe siècles par une branche des Angevins de Naples.

## Aperçu historique

Armes des ducs de Durazzo

- 1272-1285 : Charles Ier d'Anjou se proclame roi d'Albanie
- 1285-1294 : Charles II d'Anjou, fils du précédent
- 1294-1332 : Philippe Ier de Tarente, fils du précédent, seigneur du royaume d'Albanie

En 1332 Robert de Tarente, fils et successeur de Philippe, échange le territoire de Durazzo contre la principauté d'Achaïe avec son oncle Jean de Gravina.
En 1368 les Albanais dirigés par Karl Thopia s'emparent de Durazzo. La ville est reprise par Louis de Navarre et sa grande compagnie en 1376. En 1383 la ville tombe de nouveau aux mains de Thopia et est définitivement perdue pour les Angevins. En 1388 les droits sur le duchés passent au roi de Naples.
- 1332-1335 : Jean de Gravina, fils de Charles II d'Anjou
- 1335-1348 : Charles de Durazzo, fils du précédent
- 1348-1387 : Jeanne de Durazzo, fille du précédent, et ses époux :
  - 1366-1376 : Louis de Navarre
  - 1376-1387 : Robert d'Artois
- 1387-1388 : Agnès de Durazzo, sœur de la précédente[réf. nécessaire]
- 1388-1412 : Marguerite de Durazzo, sœur de la précédente 
  - veuve de Charles III (1345 † 1386), roi de Naples
  - mère du roi Ladislas Ier